# Michoacahertmuis
De michoacahertmuis (Osgoodomys banderanus)  is een zoogdier uit de familie van de Cricetidae. De wetenschappelijke naam van de soort werd voor het eerst geldig gepubliceerd door J.A. Allen in 1897.